# 半島豪庭

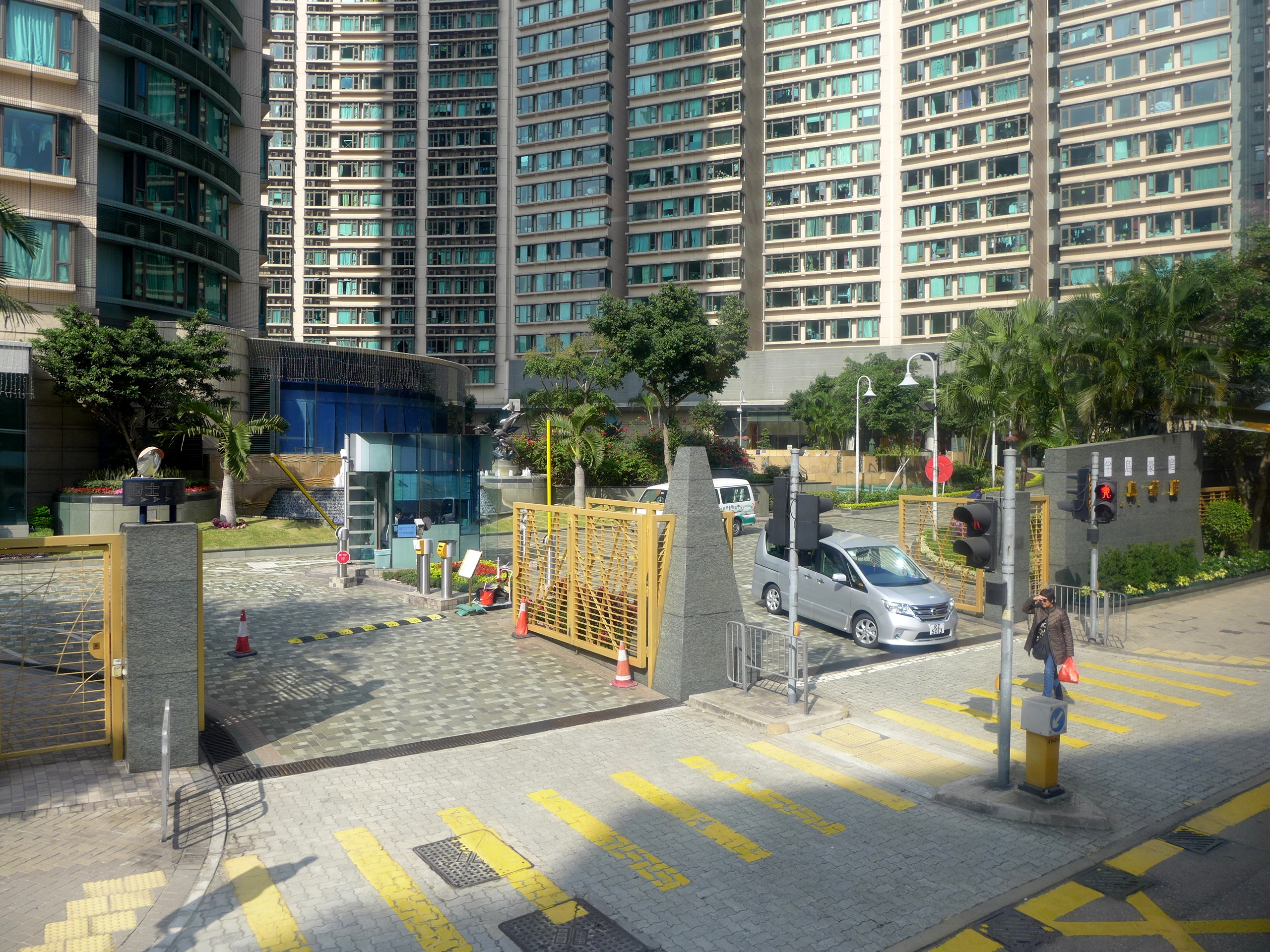
半島豪庭行車出入口

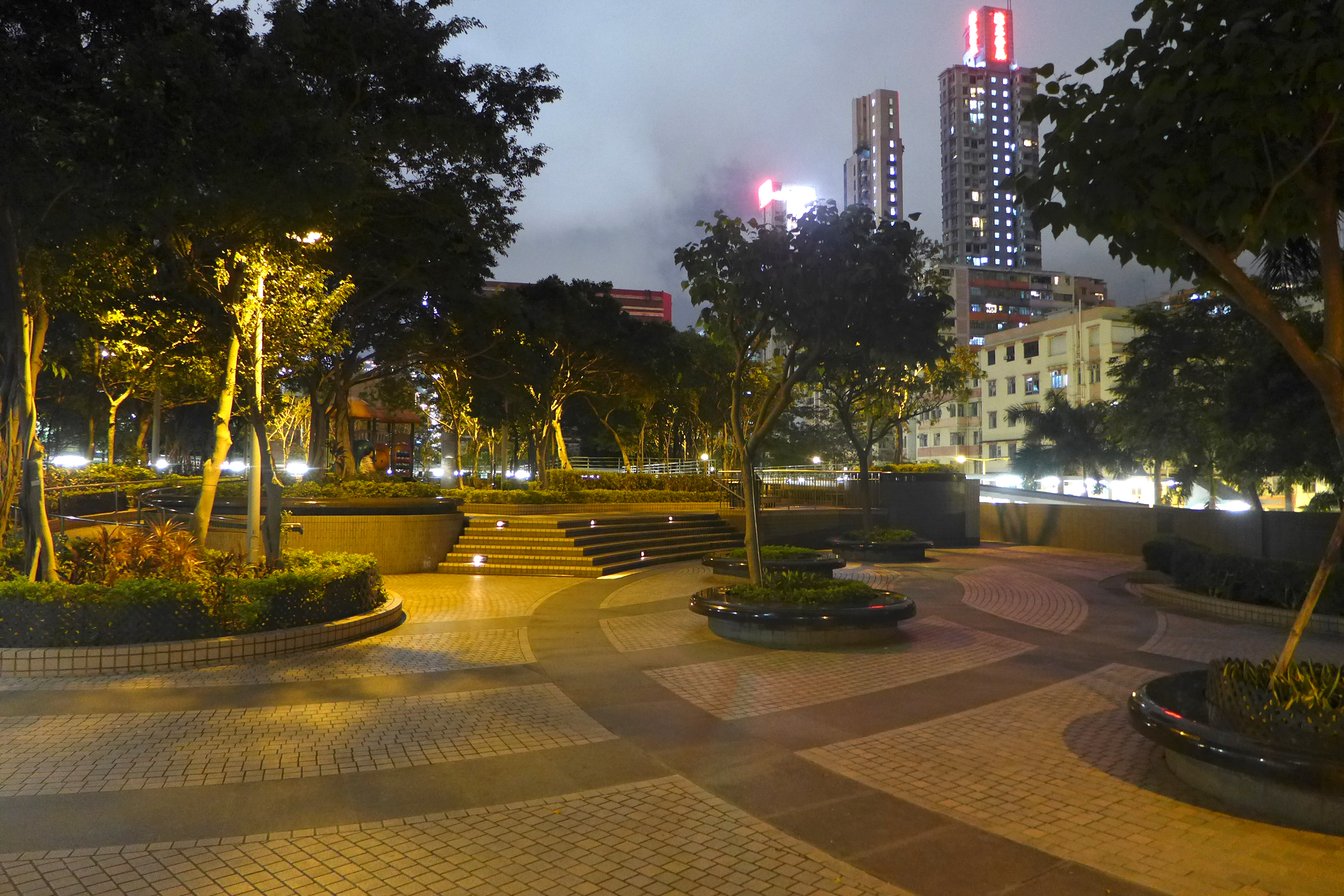
半島豪庭外的公共休憩空間

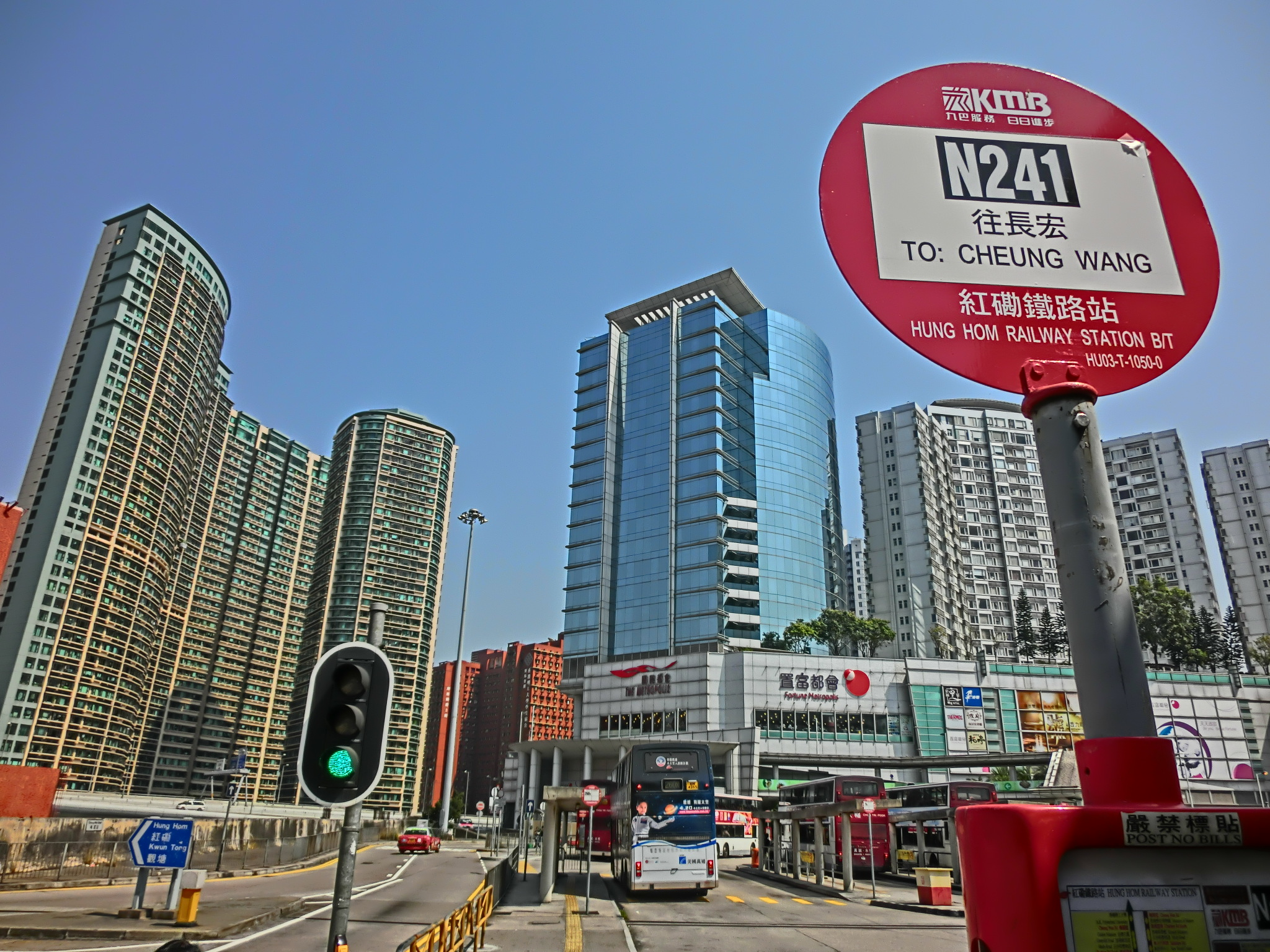
半島豪庭鄰近港鐵紅磡站、紅磡車站公共運輸交匯處及國際都會

半島豪庭（英語：Royal Peninsula）是新鴻基地產及恆基兆業地產合作發展的私人住宅。位於香港九龍紅磡灣紅荔道8號，九龍內地段11084號。
於2000年12月落成，2001年正式入伙。項目設計師為王董建築師事務，示範單位及售樓處曾設於香港國際金融中心一期。

## 簡介

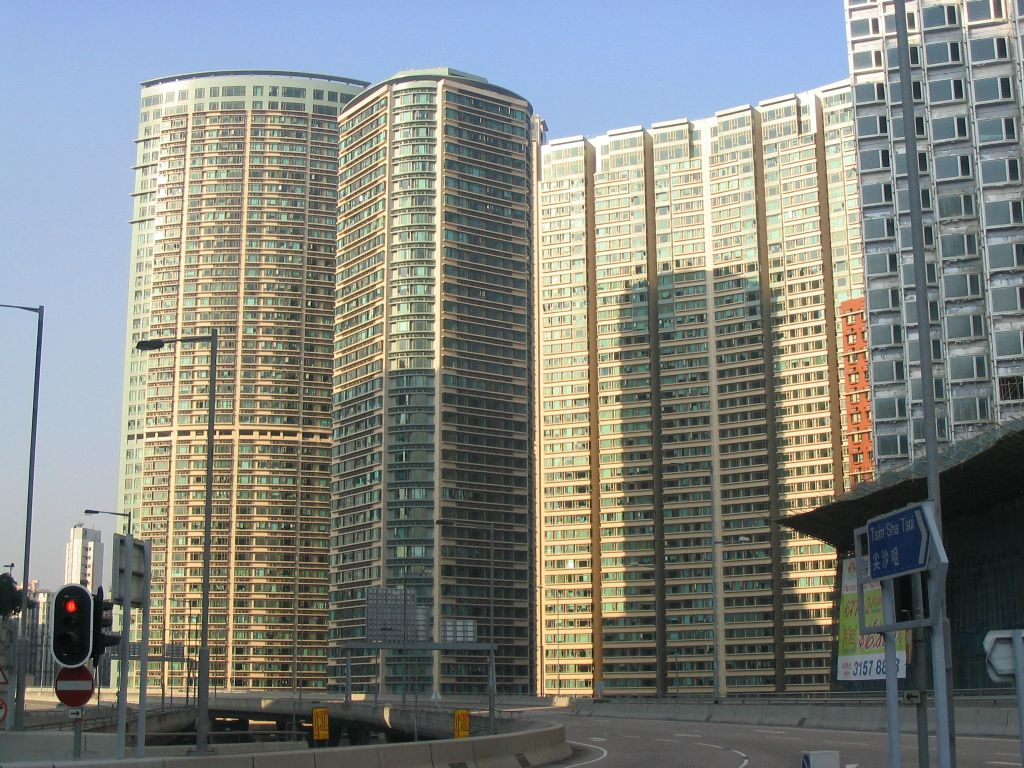
半島豪庭屋苑外圍

半島豪庭屋苑面積約15,000平方米、共有5座、1,669個住宅單位。第一座為獨立樓宇、二至五座相連呈弧形排列，樓高35-42層（一座1-38 樓，二及三座1-48 樓，四及五座1-43 樓）。
設有開放式及1至4房單位，高層複式單位設13個、建築面積超過2,300平方呎、分佈在二至三座頂層47-48樓及四至五座42-43樓，高層複式豪宅戶可觀賞維港煙花海景。
值得留意的是；第一至三座原是酒店式公寓設計、只可無火煮食，而第四及五座則可以明火煮食。

## 私人會所
屋苑設有私人住客會所，設施包括戶外全天候恆溫游泳池、兒童游泳池、暖水按摩池、桑拿浴室、健身室、體操練習室、兒童玩樂室、音樂室、桌球及乒乓球室、宴會廳、電影院及私人停車場等。

## 公共設施
根據地契，屋苑設面積不少於2700平方米的公共休憩空間，提供長椅、滑梯、搖搖木馬、兒童玩樂等康樂設施。而基座設紅磡明愛勵苑和東華三院何玉清工場暨宿舍。

## 拍攝取景
屋苑為不少電視劇拍攝場地，無綫電視劇《尖子攻略》劇中的女補習名師嚴家勵（鄧萃雯飾）的住所就在半島豪庭第1座取景。另外，无线电视剧《爸爸闭翳》中的Jimmy仔（王树熹饰）剧中的家就在此取景。

## 鄰近私人住宅
- 海濱南岸
- 維港星岸
- 都會軒
- 海名軒
- 紅磡灣中心
- 黃埔花園
- 黃埔新邨
- 蕪湖居
- 城中匯
- 御悅
- 天鑄

## 外部連結
- 半島豪庭 官方網址（页面存档备份，存于）